# آنشان (چین)

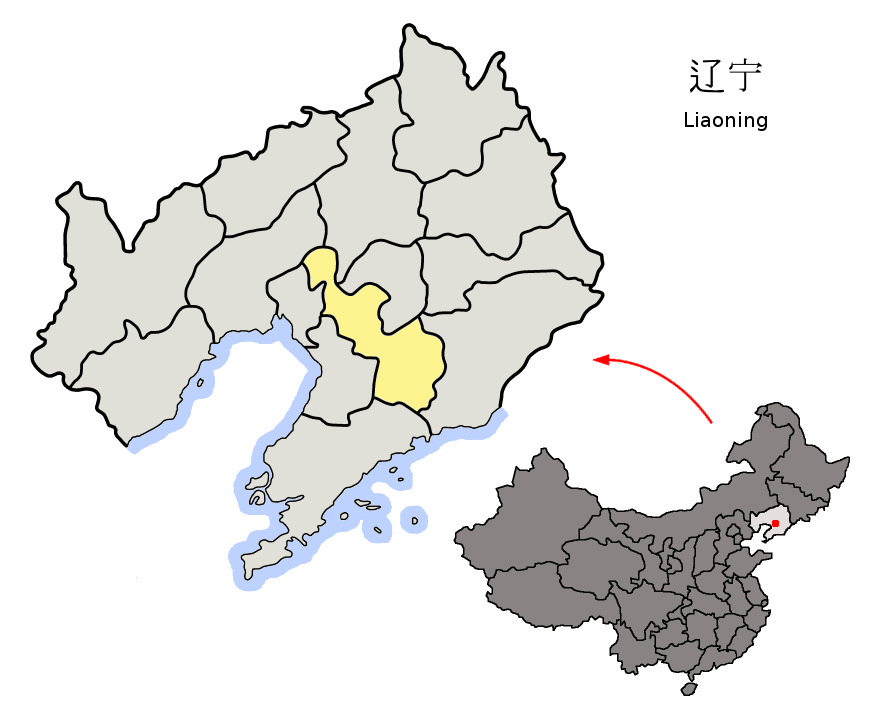
جایگاه آنشان در نقشه چین.

آنشان (به چینی: 鞍山 به انگلیسی: Ānshān) یکی از شهرهای کشور جمهوری خلق چین است. جمعیت آن در سال ۲۰۰۸ میلادی برابر ۱،۱۹۰،۸۱۰ نفر تخمین زده شده است . جمعیت آن با حومه بیش از سه میلیون و پانصد و هشتاد هزار نفر است .
آنشان سومین شهر بزرگ استان لیائونینگ در شمال شرقی چین است.